# Speed of Sound (album)
| Đánh giá chuyên môn | Đánh giá chuyên môn |
| Nguồn đánh giá      | Nguồn đánh giá      |
| Nguồn               | Đánh giá            |
| ------------------- | ------------------- |
| Allmusic            | [ 2 ]               |

Speed of Sound là album phòng thu thứ chín của ban nhạc Heavy metal Canada Anvil.

## Danh sách Track
| STT | Nhan đề                   | Thời lượng |
| --- | ------------------------- | ---------- |
| 1.  | "Speed of Sound"          | 3:43       |
| 2.  | "Blood in the Playground" | 3:39       |
| 3.  | "Deadbeat Dad"            | 3:55       |
| 4.  | "Man Over Broad"          | 2:35       |
| 5.  | "No Evil"                 | 5:29       |
| 6.  | "Bullshit"                | 3:25       |
| 7.  | "Mattress Mambo"          | 5:23       |
| 8.  | "Secret Agent"            | 3:54       |
| 9.  | "Life to Lead"            | 4:05       |
| 10. | "Park That Truck"         | 3:32       |

| Japanese edition | Japanese edition    | Japanese edition |
| STT              | Nhan đề             | Thời lượng       |
| ---------------- | ------------------- | ---------------- |
| 11.              | "Kick Some Ass"     | 3:08             |
| 12.              | "Vengeance to Kill" | 4:13             |

## Thành viên thực hiện
- Lips – Hát & Guitar
- Ivan Hurd – Guitar
- Glenn Gyorffy – Bass
- Robb Reiner – Trống

Sản xuất bởi Anvil và Paul Lachapelle.